# 五月二日起义
五月二日起义（西班牙语：Levantamiento del 2 de Mayo）于1808年5月2日在马德里发生。此次起义中，西班牙平民与一些军队武装抵抗占领马德里的法兰西第一帝国军队，最终引发了法国军队的严厉镇压。

## 背景

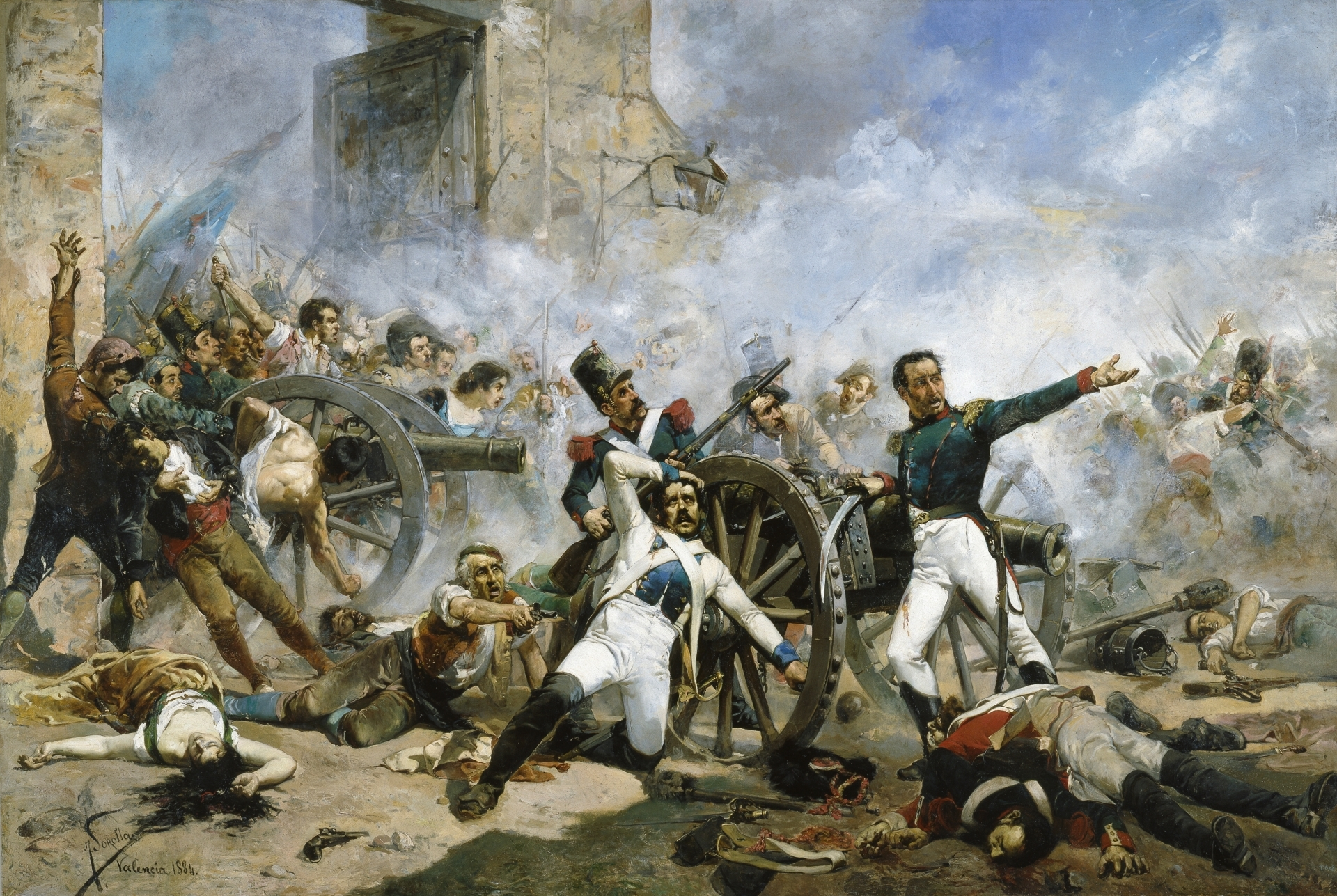
佩德多·韦拉德在起义中的最后一战

自1808年3月23日起，马德里一直被拿破仑的军队占领。西班牙国王卡洛斯四世在阿兰胡埃斯骚乱中被迫退位，他的儿子成为新任西班牙国王费尔南多七世。在拿破仑的坚持下，卡洛斯和他的儿子在骚乱中前往法国城市巴约讷。法国元帅若阿尚·缪拉试图将玛丽亚·路易莎一家与卡洛斯四世最小的儿子带往巴约讷时引发了叛乱。

### 社会方面
五月二日起义是整个拿破仑战争中为数不多的人民起义之一，在没有预先计划、资金或政府领导的情况下发起这次起义。虽然西班牙军方和政府确实设想通过军事行动驱逐西班牙境内的法军，但法國在西班牙的最高指揮官缪拉元帥对马德里的控制在当时已经非常稳固。参与五月二日起义的两名军官：道伊茨和韦拉德，當初对普通百姓发起的起义感到措手不及：28岁的炮兵队长韦拉德原本正在西班牙其他地方秘密策划一场叛乱；他认为直接攻击西班牙首都马德里不切实际。但他被来自马德里的枪声所吸引，并选择加入了战斗；最终在蒙特莱昂炮兵营的防御战中阵亡。

## 起义的开始
5月2日，西班牙平民开始聚集在马德里王宫前。随后，聚集的人进入了王宫内，试图阻止法兰西斯科·德·保拉被法军带走。缪拉元帅从帝国卫队中派出一个掷弹兵营和炮兵分队前往王宫。炮兵分队在抵达后向聚集的人群开火，叛乱随后开始蔓延到城市的其他地方。
随之而来的是缺少武器的西班牙平民与法国正规军在马德里城内的巷战。缪拉迅速将他的大部分部队调入了这座城市，双方在太阳门广场和托莱多广场周围发生了激烈的战斗。缪拉元帅随后宣布该市实施戒严令，并完全控制了政府机构。法军随后逐渐控制了这座城市，有数百人在冲突中丧生。西班牙艺术家弗朗西斯科·戈雅的画作《1808年5月2日的起义》描绘了当时发生的巷战。拿破仑帝国卫队的马穆鲁克部队在太阳门广场与马德里平民作战，这些法军士兵戴着头巾，手持弯刀，唤起了当地人对穆斯林时期的回忆。
起义爆发时，有一些西班牙军队驻扎在城市内，但这些士兵被限制在军营中。唯一不服从命令的西班牙军队来自蒙特莱昂军营的炮兵部队，这一支炮兵部队选择加入起义。指挥该部的两名军官路易·道伊茨·德·托莱斯和佩德罗·韦拉德至今仍然被视为领导起义的民族英雄，两人都在法军袭击蒙特莱昂军营期间阵亡。

## 起义的影响

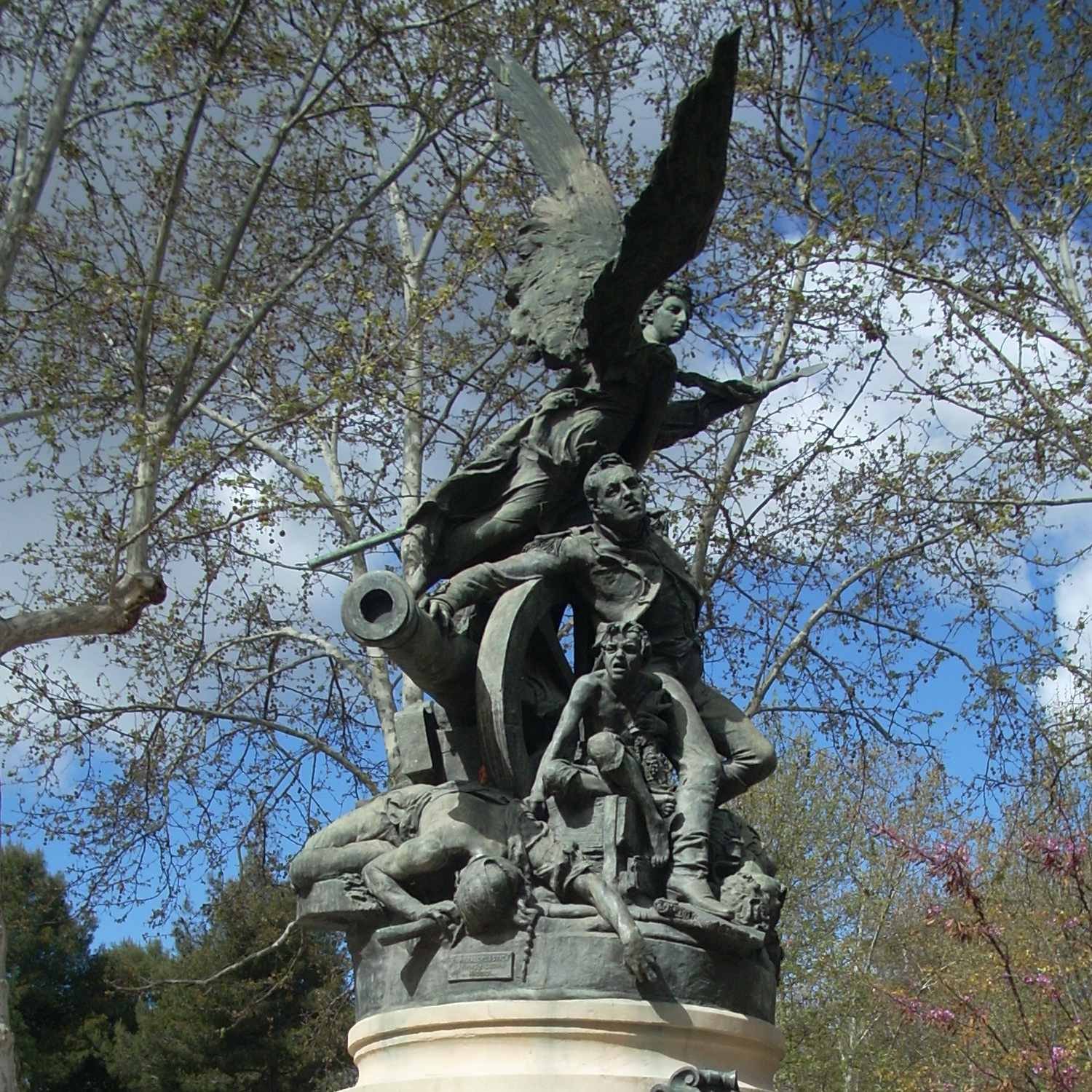
位于马德里的五月二日英雄纪念碑

缪拉在叛乱被严厉镇压后于5月2日晚上组建了一个军事委员会，由格鲁希将军主持。该委员会对所有持有武器的起义人士判处死刑。缪拉在当天发表的一份声明中说：“马德里的居民误入歧途，投身于反抗和谋杀。法国人的血液已经流淌，并要求复仇。所有在起义中被逮捕的人，一旦持有武器，就将被枪决。”
在叛乱结束后，法军禁止当地的所有公众集会，并发布命令，要求民众将所有武器交给当局。第二天，有数百名囚犯被处决，这是戈雅在他的名画《1808年5月3日的枪杀》中对处决的场景进行了描绘。由于法军士兵在市区内遭到各种武器的袭击，任何发现带有剪刀、菜刀、缝纫针或其他行业工具的人都会被当场处决。只有少数讲法语的马德里市民能够通过讲法军刽子手可以理解的语言来进行恳求，从而避免被杀。
5月2日，在附近的莫斯托莱斯镇，法军镇压起义的消息传来，促使海军部部长兼最高战争委员会检察官胡安·佩雷斯·维拉米尔鼓励该镇的市长安德烈斯·托雷洪（Andrés Torrejón）和西蒙·埃尔南德斯（Simón Hernández）签署战争宣言，呼吁所有西班牙人联合起来抵抗入侵者。
马德里的起义以及约瑟夫·波拿巴成为西班牙国王引发了西班牙各地对法国统治的抵抗。虽然法国占领者希望他们对起义的迅速镇压能够证明他们对西班牙的完全控制，但起义实际上为接下来的抵抗运动提供了相当大的推动力。在随后的几周内，西班牙的不同地区发生了更多的叛乱。
5月2日现在是马德里自治区的公共假日。蒙特莱昂炮兵营所在地现在成为了五月二日广场（Plaza del Dos de Mayo），广场周围的区域被称为马拉萨纳，以纪念参与起义的女孩曼努埃拉·马拉萨纳（Manuela Malasaña），她在起义失败后被法军处决。

## 脚注
1. 1 2  Glover 2003，第51頁.
2. ↑  Chandler 1966，第610頁.
3. 1 2 3 4 5 6  Esdaile 2003，第37-40頁.
4. ↑  Diego García 2007，第17頁.
5. ↑  Diego García 2007，第19頁.
6. ↑  Oman 1992，第43頁.
7. ↑  Oman 1992，第60頁.
8. ↑  Fraser 2008，第56-57頁.
9. ↑  Fremont-Barnes 2002，第71頁.
10. ↑  Cowans 2003.
11. ↑  Fraser 2008，第66頁.
12. 1 2  Esdaile 2003，第46頁.

## 延伸阅读
- Gates, David. . Da Capo Press. 2001. ISBN 0306810832.